# Nautilus (Patek Philippe)
Nautilus è il nome di una collezione di orologi da uomo e da donna realizzati dalla manifattura svizzera Patek Philippe.

## Storia
Presentato nel 1972 e progettato da Gérald Genta, questo orologio sportivo era caratterizzato da una linea moderna, in contrasto con quelle proposte solitamente dalla manifattura. Complice questo contrasto, in un primo momento questa collezione non ebbe molto successo: la grande diffusione del Nautilus iniziò negli anni ottanta. Gli elementi distintivi furono la cassa composta da un unico blocco, la cerniera consenziente la visione del movimento e l'alternanza di superfici lucide e satinate. La visione del quadrante durante le ore notturne era assicurato dal fatto che le lancette fossero ricoperte di una sostanza luminescente. Nella prima referenza il quadrante, inizialmente nero, poi presentato anche in altre tinte, presenta a ore 3 il datario. La prima complicazione (indicatore della riserva di marcia) risale al 1998. La cassa è stata presentata in differenti dimensioni, per adattarsi al variare del pubblico e delle complicazioni.

## Descrizione

### Estetica
La cassa monoblocco, impermeabile sino a 12 atmosfere, presenta corona di carica a pressione. La variante con cinturino ha invece cassa e corona fissate a vite. Il quadrante, di colore blu, nero o bianco, è caratterizzato da una decorazione a righe orizzontali. Lancette e indici sono a bastone. L'indicatore analogico delle ore, se presente, è a ore 3.

### Referenze maschili
| Numero referenza | Materiale               | Bracciale               | Quadrante               | Funzionalità                                                           | Note   |
| 5711/1A-010      | Acciaio                 | Acciaio                 | Blu                     | Tempo e data digitale                                                  | [ 2 ]  |
| 5711/1A-011      | Acciaio                 | Acciaio                 | Bianco                  | Tempo e data digitale                                                  | [ 3 ]  |
| 5712G-001        | Oro bianco              | Pelle                   | Nero                    | Tempo, fasi lunari, riserva di carica, data analogica, piccoli secondi | [ 4 ]  |
| 5712GR-001       | Oro bianco e rosa       | Pelle                   | Nero                    | Tempo, fasi lunari, riserva di carica, data analogica, piccoli secondi | [ 5 ]  |
| 5712R-001        | Oro rosa                | Pelle                   | Nero                    | Tempo, fasi lunari, riserva di carica, data analogica, piccoli secondi | [ 6 ]  |
| 5712/1           | Acciaio                 | Acciaio                 | Blu                     | Tempo, fasi lunari, riserva di carica, data analogica, piccoli secondi | [ 7 ]  |
| 5713/1G-010      | Oro bianco              | Oro bianco              | Blu                     | Tempo e data digitale                                                  | [ 8 ]  |
| 5990/1A-001      | Acciaio                 | Acciaio                 | Nero                    | Cronografo con contatore 60 minuti                                     | [ 9 ]  |
| 5719/1G-001      | Oro bianco con diamanti | Oro bianco con diamanti | Oro bianco con diamanti | Tempo e data digitale                                                  | [ 10 ] |
| 5724G-001        | Oro bianco              | Pelle                   | Nero                    | Tempo, fasi lunari, riserva di carica, data analogica, piccoli secondi | [ 11 ] |
| 5724R-001        | Oro rosa                | Pelle                   | Nero                    | Tempo, fasi lunari, riserva di carica, data analogica, piccoli secondi | [ 12 ] |
| 5726A-001        | Acciaio                 | Pelle                   | Nero                    | Tempo, fasi lunari, riserva di carica, data analogica, piccoli secondi | [ 13 ] |
| 5726/1A-001      | Acciaio                 | Acciaio                 | Nero                    | Tempo, calendario annuale, fasi lunari ed indicatore 24 ore            | [ 14 ] |
| 5726/1A-010      | Acciaio                 | Acciaio                 | Bianco                  | Tempo, calendario annuale, fasi lunari ed indicatore 24 ore            | [ 15 ] |
| 5980R-001        | Oro rosa                | Pelle                   | Nero                    | Tempo, data, mono-contatore 60 minuti e 12 ore                         | [ 16 ] |
| 5980/1AR-001     | Acciaio ed oro giallo   | Acciaio ed oro giallo   | Blu                     | Tempo, data, mono-contatore 60 minuti e 12 ore                         | [ 17 ] |
| 5980/1R-001      | Oro rosa                | Oro rosa                | Nero                    | Tempo, data, mono-contatore 60 minuti e 12 ore                         | [ 18 ] |

### Referenze femminili
| Numero referenza | Materiale             | Bracciale             | Quadrante | Funzionalità | Note   |
| 7010G-011        | Oro bianco            | Pelle                 | Bianco    | Tempo e data | [ 19 ] |
| 7010G-012        | Oro bianco            | Pelle                 | Nero      | Tempo e data | [ 20 ] |
| 7010R-011        | Oro rosa              | Pelle                 | Bianco    | Tempo e data | [ 21 ] |
| 7010R-012        | Oro rosa              | Pelle                 | Beige     | Tempo e data | [ 22 ] |
| 7010/1G-011      | Oro bianco            | Oro bianco            | Bianco    | Tempo e data | [ 23 ] |
| 7010/1G-012      | Oro bianco            | Oro bianco            | Nero      | Tempo e data | [ 24 ] |
| 7010/1R-011      | Oro rosa              | Oro rosa              | Bianco    | Tempo e data | [ 25 ] |
| 7010/1R-012      | Oro rosa              | Oro rosa              | Beige     | Tempo e data | [ 26 ] |
| 7014/1G-001      | Oro bianco e diamanti | Oro bianco e diamanti | Nero      | Tempo e data | [ 27 ] |
| 7014/1R-001      | Oro rosa e diamanti   | Oro rosa e diamanti   | Beige     | Tempo e data | [ 28 ] |
| 7018/1A-001      | Acciaio               | Acciaio               | Bianco    | Tempo e data | [ 29 ] |
| 7018/1A-010      | Acciaio               | Acciaio               | Blu       | Tempo e data | [ 30 ] |
| 7018/1A-011      | Acciaio               | Acciaio               | Nero      | Tempo e data | [ 31 ] |
| 7021/1G-001      | Oro bianco e diamanti | Oro bianco e diamanti | Bianco    | Tempo e data | [ 32 ] |
| 7021/1R-001      | Oro rosa e diamanti   | Oro rosa e diamanti   | Bianco    | Tempo e data | [ 33 ] |

### Meccanica
Disponibile solo a carica automatica con rotore in acciaio con massa periferica in oro, presenta calibro di manifattura 28-255 C, con 36 rubini. Negli anni successivi sono stati introdotti altri meccanismi meccanici e anche dei meccanismi al quarzo, rivolti in prevalenza al pubblico femminile.